# Distrito de Germersheim
Germersheim es un distrito (Kreis) en el sureste de Renania-Palatinado, en Alemania. Los distritos vecinos son Südliche Weinstraße, Rhein-Pfalz-Kreis, el Distrito de Karlsruhe, así como la ciudad de Karlsruhe, y el Departamento del Bajo Rin en Francia.

## Historia
El Palatinado fue destruido en las Guerras Napoleónicas, y los Estados eclesiásticos de Alemania se disolvieron en 1803. Después de un periodo de ocupación francesa, el Congreso de Viena decidió entregar los territorios a Baviera. La región siguió siendo parte de Baviera, hasta la Segunda Guerra Mundial, incorporada después al recién creado estado federado de Renania-Palatinado.

## Geografía
El río Rin marca (con algunas excepciones) el límite oriental del distrito, el río Lauter la mayor parte de la frontera sur. El paisaje de la zona consiste en el valle del Rin, en el norte y al sur el Bienwald (un bosque que se extiende hacia el norte de Alsacia).

## Localidades y municipios
| Localidades                      | Verbandsgemeinden | Verbandsgemeinden |
| -------------------------------- | --- | --- |
| 1. Germersheim 2. Wörth am Rhein | - 1. Bellheim 1. Bellheim1 2. Knittelsheim 3. Ottersheim bei Landau 4. Zeiskam - 2. Hagenbach 1. Berg 2. Hagenbach1, 2 3. Neuburg am Rhein 4. Scheibenhardt - 3. Jockgrim 1. Hatzenbühl 2. Jockgrim1 3. Neupotz 4. Rheinzabern | - 4. Kandel 1. Erlenbach bei Kandel 2. Freckenfeld 3. Kandel1, 2 4. Minfeld 5. Steinweiler 6. Vollmersweiler 7. Winden - 5. Lingenfeld 1. Freisbach 2. Lingenfeld1 3. Lustadt 4. Schwegenheim 5. Weingarten 6. Westheim - 6. Rülzheim 1. Hördt 2. Kuhardt 3. Leimersheim 4. Rülzheim1 |
|                                  | 1sede de Verbandsgemeinde; 2localidad | |